# 圖爾芬峰
61°22′20″N 8°34′50″E / 61.37222°N 8.58056°E

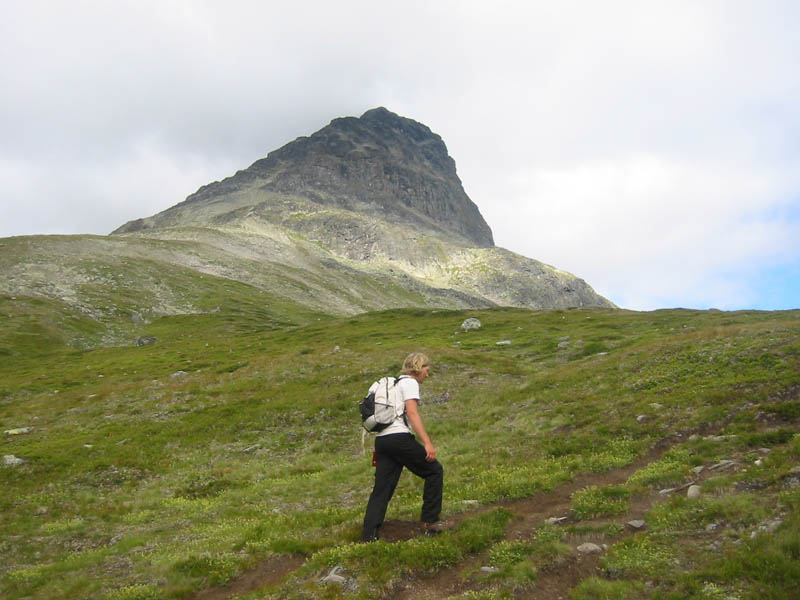

圖爾芬峰是挪威的山峰，位於該國東南部內陸郡，處於旺鎮，屬於尤通黑門山脈的一部分，該山峰海拔高度2,120米，人類在1876年首次登頂。